# 「NIGHT FISHING IS GOOD」TOUR 2008 in SAPPORO
『「NIGHT FISHING IS GOOD」TOUR 2008 in SAPPORO』（「ナイト フィッシング イズ グッド」ツアー2008 イン サッポロ）は、日本のロック・バンド、サカナクションのライブ・アルバム。2008年8月6日に配信されたアルバムは、音楽配信のみでの形態をとっており、バンドにとってライブ音源を配信するのは初である。音源は2008年に行われたライブツアー、『「NIGHT FISHING IS GOOD」TOUR』の札幌公演での音源が収録されている。

## 背景とリリース
サカナクションは、2005年5月に北海道札幌市で結成された。音源は、札幌市にあるライブハウスPENNY LANE 24でのワンマンライブで2008年3月8日に記録された。
アルバムは、2008年7月24日に公式サイトで発売が発表された。また、バンドの公式MySpaceでは「三日月サンセット」のライブパフォーマンスがアップロードされた。アルバムはリリース後、イギリスのロックバンド、コールドプレイの『VIVA LA VIDA』を抜き、iTunesのロックチャートで1位を獲得した。コールドプレイは世界トップクラスの売り上げを誇り、ロックフェスティバル『SUMMER SONIC』でヘッドライナーを務めるなどの経歴のあるバンドであり、サカナクションにとって1位を獲得したことは快挙と言える。バンド初のシングル『セントレイ』に収録された「夜の東側」は、アルバムの音源を収録したライブと同じ回の収録がされている。

## 収録曲
| 全作詞・作曲: 山口一郎。 |                                                                                   |          |            |      |
| #                        | タイトル                                                                          | 作詞     | 作曲・編曲 | 時間 |
| 1.                       | 「サンプル（「NIGHT FISHING IS GOOD」TOUR 2008 in SAPPORO）」                     | 山口一郎 | 山口一郎   | 5:06 |
| 2.                       | 「三日月サンセット（「NIGHT FISHING IS GOOD」TOUR 2008 in SAPPORO）」             | 山口一郎 | 山口一郎   | 4:20 |
| 3.                       | 「ナイトフィッシングイズグッド（「NIGHT FISHING IS GOOD」TOUR 2008 in SAPPORO）」 | 山口一郎 | 山口一郎   | 6:30 |
| 4.                       | 「白波トップウォーター（「NIGHT FISHING IS GOOD」TOUR 2008 in SAPPORO）」         | 山口一郎 | 山口一郎   | 5:36 |
| 合計時間:                | 合計時間:                                                                         | 21:32    |            |      |

## 発売日一覧
| 国   | 発売/発信元                              | 発売日       | 規格                   | 規格品番    | 出典  |
| ---- | ---------------------------------------- | ------------ | ---------------------- | ----------- | ----- |
| 日本 | ビクターエンタテインメントBabeStar Label | 2008年8月6日 | デジタル・ダウンロード | VEAML-22450 | [ 9 ] |